# Lucien Baudens

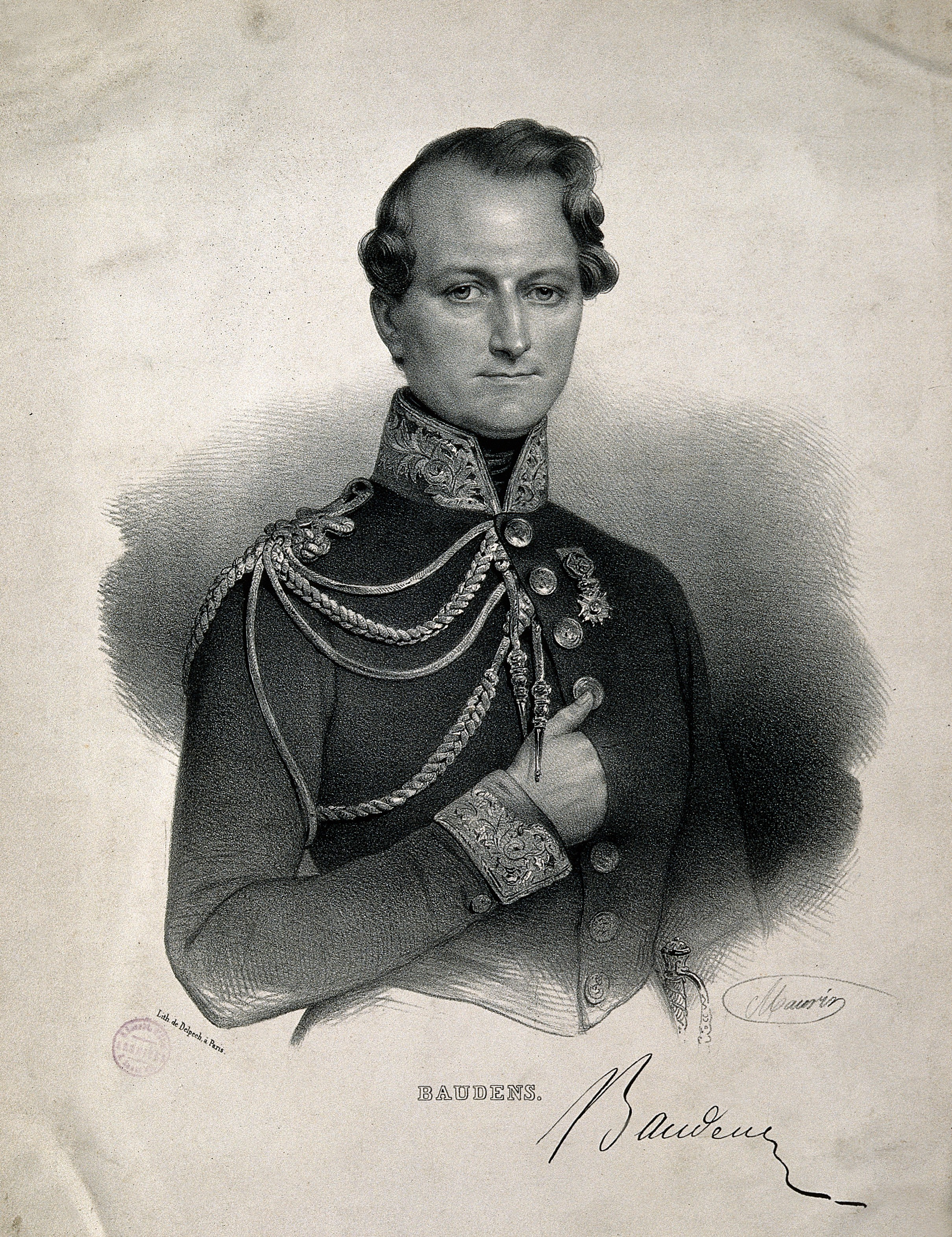
Lucien Baudens

Jean-Baptiste Lucien Baudens  (* 3. April 1804 in Aire-sur-la-Lys; † 27. Dezember 1857 in Paris)  war ein französischer Chirurg.

## Leben
Baudens studierte Medizin im Service de santé des armées, an der Universität Straßburg und am Militärhospital Val-de-Grâce und promovierte 1829 in Paris. Danach war er als Militärarzt in der Kampagne zur Eroberung Algeriens von 1830. Er gründete ein Militärhospital in Algier, das auch Lehrkrankenhaus war, und war dort Chefchirurg. 1838 war er zunächst in Lille und dann am Militärhospital Val-de-Grâce, wo er 1843 Klinikchef und Professor wurde. 1851 wurde er Generalinspektor des Service de santé des armées.
Als Militärchirurg setzte er sich für die konservative Chirurgie und für die Erhaltung möglichst vieler Körperteile und -funktionen ein. Er beschrieb als einer der Ersten die Verdrahtung bei Kieferbrüchen. 1853 referierte er vor der französischen Akademie der Wissenschaften über die Vorteile von Chloroform zur Anästhesie bei Operationen. 1855 inspizierte er das französische System der Verwundetenversorgung im Krimkrieg. Dort wurde schon Chloroform in großem Umfang verwendet. Er erkrankte selbst an Typhus und starb daran nach der Rückkehr nach Paris. Er kam nicht mehr dazu seine Erfahrungen als Militärarzt schriftlich zusammenzufassen.
Baudens entwickelte neue Methoden zur Fußamputation und Schulterresektion. Er führte erfolgreiche Operationen bei Bauchverletzungen mit Spülung des Bauchfells und Darmnaht durch und Thoraxoperationen durch Absaugen des Blutes aus der Pleurahöhle und Pleuranaht. Bei Blasenverletzungen führte er Zystostomie durch die Bauchdecke aus (suprapubisch) und er führte Gelenkresektionen aus.
1831 wurde er Ritter und 1835 Offizier der Ehrenlegion.